# Johann Bacmeister der Jüngere
Johann Bacmeister, genannt der Jüngere (* 31. Oktober 1624 in Lüneburg; † 15. Februar 1686 in Rostock), war ein deutscher Professor der Medizin und Mathematik, mehrmaliger Rektor der Universität Rostock und fürstlicher Leibarzt in Mecklenburg.

## Leben und Wirken
Johann Bacmeister war der Sohn des Lüneburger Mediziners Matthäus Bacmeister und der Sophie Kellermann (1590–1657). Er verlor bereits mit zwei Jahren seinen Vater auf Grund der grassierenden Pest und wurde daher überwiegend von seinem Onkel, dem Bruder seiner Mutter Christian Kellermann, und weiteren Privatlehrern sowie ab dem neunten Lebensjahr an dem Katharineum zu Lübeck besonders in alten Sprachen, Logik und Rhetorik unterrichtet. Ab dem Jahre 1642 studierte er auf Wunsch der Familie zunächst Theologie, was ihm aber nicht sonderlich zusagte, und wechselte daher zu den Studienfächern der Mathematik und Medizin. Er studierte diese Fächer zunächst an der Universität Wittenberg bei Johann Sperling und Konrad Viktor Schneider und anschließend an den Universitäten Rostock und Greifswald. Danach zog es ihn für einige Jahre an die Universität Leiden, wo er 1648 unter dem Vorsitz des Anatomie- und Chirurgieprofessors  Otto van Heurne (1577–1652) seine Promotion erlangte.
Nach anschließenden Zwischenaufenthalten in England, wieder in Holland und dann in Hamburg kehrte Bacmeister schließlich auf Wunsch seiner Mutter nach Rostock zurück, wo er sich zunächst als praktizierender Arzt niederließ und ab dem 13. Juni 1654 sowohl zum Stadtphysicus als auch zum ordentlichen Professor an die medizinische Fakultät der Universität Rostock berufen wurde. Im November 1665 übernahm Bacmeister als Nachfolger des Professors für Medizin und der höheren mathematischen Wissenschaften Caspar Marchan dessen Lehrstühle und wurde zugleich vom Herzog Johann Georg von Mecklenburg als Leibarzt bestellt. Hier verblieb er bis zu seiner Emeritierung und wurde zwischenzeitlich siebenmal zum Rektor der Universität gewählt. Er trat damit auch in die Fußstapfen seines hier ebenfalls hoch angesehenen Onkels Johann Bacmeister des Älteren. Er war ein vor allem bei seinen Studenten geachteter Mann, da er sich besonders vorbildhaft für Ordnung und Disziplin einsetzte sowie unter seinem Rektorat den Pennalismus abschaffte.
Im Jahre 1677 musste Bacmeister einen schweren Schicksalsschlag hinnehmen, als im Rahmen des großen Rostocker Stadtbrandes sein Haus und seine Privatbibliothek mit mehr als 4000 Exemplaren verbrannte und das meiste, was von den Flammen verschont geblieben war, geplündert wurde.

## Familie
Johann Bacmeister war verheiratet mit Sophie Hedwig Wolffrath (1632–1676), Tochter des Rostocker Ratsherrn Dietrich Wolffrath. Mit ihr zusammen hatte er elf Kinder, von denen sein Sohn Johann Rechtswissenschaften studierte und als Syndicus in württembergische Dienste  eintrat, wo er später von Kaiser Leopold I. zum Reichshofrat ernannt sowie als erster Bacmeister geadelt wurde. Nach dem Tod seiner Frau ehelichte Johann Bacmeister die Witwe Maria von Thienen geborene Meibom, Tochter des Juristen Christian von Thienen, mit der er keine Kinder mehr bekam.
Trotz seiner elf Kinder gilt Johann Bacmeister der Jüngere als letzter Vertreter der alten Rostocker Linie dieser Bacmeister-Familie, die nach ihm in genealogischer Hinsicht erloschen war.

## Werke (Auswahl)
- De spasmo, Leiden, 1648
- De oculo, Leiden, 1648
- De imbecillitate ventriculi, Rostock, 1667
- De sanitate : Progr. inaug. Rostock, 1667